# Рейни, Джозеф
Джо́зеф Хейн Ре́йни (англ. Joseph Hayne Rainey; 1832—1887) — американский политический деятель. Первый афроамериканец, служивший в Палате представителей США, и второй человек с тёмным цветом кожи (после Хайрема Ревелса), служивший в Конгрессе США. Также являлся первым темнокожим председателем Палаты представителей США.

## Биография

### Ранние годы
Родился в семье рабов в Джорджтауне, штат Южная Каролина. Он и его брат Эдвард были смешанной расы. Их мать Грейс имела африканские и французские корни и, вероятно, происходила от рабов, бежавших из Сан-Доминго во время и после революции на Гаити. Их отцу Эдварду Рейни, также происходившему от рабов, хозяин разрешил трудиться самостоятельно, чтобы заработать денег; Эдвард стал парикмахером, развил успешный бизнес и, несмотря на регулярные отчисления, согласно закону, части доходов своему владельцу, сумел скопить достаточную сумму, чтобы в 1840 году купить свободу себе, жене и двум сыновьям.
В те времена в Америке существовали жёсткие ограничения для чёрных в получении образования, и Джозефу ничего не оставалось, кроме как пойти по стопам отца и стать парикмахером. Независимая и престижная профессия принесла ему достаток и уважение в обществе.

### Брак и семья
В 1859 году Джозеф Рейни поехал в Филадельфию, штат Пенсильвания, где встретил Сьюзен, свободную женщину из Вест-Индии, того же цвета кожи и такого же африканско-французского происхождения, что и он. Женившись, Джозеф возвратился в Джорджтаун с молодой женой. В этом браке родились трое детей: Джозеф II, Герберт и Оливия.

### Гражданская война
В 1861 году, с внезапным началом Гражданской войны, Джозеф оказался в числе свободных чёрных, призванных Конфедератами для работ над укреплениями в Чарлстоне, штат Южная Каролина. Также он трудился поваром и рабочим на кораблях-блокадопрорывателях.
В 1862-м Рейни и его семья перебрались на Бермуды, подальше от войны. Они поселились в городе Сент-Джордж. Там Джозеф работал парикмахером, а его жена Сьюзен стала успешной портнихой и обзавелась магазином. Рейни работал парикмахером и барменом в отеле «Гамильтон», где его клиентами были в основном белые. Он стал уважаемым членом общества, и у его семьи была процветающая жизнь на Бермудах.

### Возвращение в США и политическая деятельность
В 1866 году, после окончания войны, Рейни с семьёй вернулся в Южную Каролину и поселился в Чарлстоне. В 1870-м 43 % городского населения являлись афроамериканцами. Они были свободны, и многие из них перед войной имели квалифицированную работу. Опыт и богатство Рейни помогли ему стать лидером, он быстро оказался замешанным в политику, присоединившись к исполнительному комитету Республиканской партии. В 1868-м он был делегатом в государственном учредительном собрании.
В 1870 году Рейни был избран в Государственный Сенат Южной Каролины и стал председателем Комитета по финансам. На этом посту он пробыл короткое время, так как в том же году победил на дополнительных выборах как республиканец, чтобы занять вакантное место в 41-м Конгрессе США. Вакансия образовалась после того, как его предшественник Бенджамин Ф. Уиттмор был уличён в коррупции. Рейни был утверждён 12 декабря 1870 года и переизбирался четыре раза. Службу в Конгрессе он завершил 3 марта 1879-го и был (до Уильяма Доусона в 1950-х гг.) темнокожим депутатом с самым длинным сроком пребывания в должности.
Во время службы в Конгрессе Джозеф Рейни сосредоточился на законодательстве, которое должно было обеспечить защиту чернокожего населения Юга США. Он поддержал специальные законы по борьбе с Ку-клукс-кланом. Это помогало какое-то время, но вскоре белые повстанцы развили новые военизированные группы на Юге, такие как «Белая лига» и «Красные рубашки».
В Конгрессе Рейни произнёс всего три речи, содержание которых впоследствии нашло отражение в Законе о гражданских правах 1875 года.
С усилением на Юге насилия над чёрными Рейни купил «летний дом» в Уинсоре, штат Коннектикут. Как представитель в Конгрессе от Южной Каролины он не мог использовать его в качестве своего фактического места проживания, но он переместил туда семью для обеспечения её безопасности.
Продолжая служить в Конгрессе, Рейни поддержал законодательство по защите гражданских прав чёрных на Юге, работающих в течение двух лет. Также он на законодательном уровне предпринимал усилия для развития южной экономики. В мае 1874 года Рейни стал временным спикером и первым афроамериканцем, осуществлявшим контроль над Палатой представителей.
С 1874 года военизированные группы, такие как «Красные рубашки», в Северной и Южной Каролине, а также в Луизиане действовали открыто как военная рука Демократической партии, чтобы запугать чёрных избирателей и сорвать их голосование. Через два года ситуация обострилась, более ста афроамериканцев были убиты белыми повстанцами.
Несмотря на это, в 1876-м Джозеф Рейни победил на выборах против кандидата от Демократической партии
Джона С. Ричардсона. Однако спустя два года Реконструкция, из-за которой афроамериканцы потеряли почти всю политическую власть, докатилась до Южной Каролины, и Ричардсон смог отвоевать у Рейни место в Конгрессе.

### Последние годы
Покинув Конгресс, Рейни был назначен федеральным агентом Департамента казначейства США по внутренним доходам в Южной Каролине. На этой должности он пробыл два года, после чего занялся коммерцией. В течение пяти лет работал брокером и банкиром в Вашингтоне, округ Колумбия.
Скончался в родном городе 1 августа 1887 года.